# Temnora natalis
Temnora natalis là một loài bướm đêm thuộc họ Sphingidae. Loài này có ở bush và savanna từ Nam Phi tới Zimbabwe, Zambia và Tanzania.
Chiều dài cánh trước khoảng 22–24 mm. 